# Maizières (Calvados)
Maizières ist eine französische Gemeinde mit 428 Einwohnern (Stand: 1. Januar 2022) im Département Calvados in der Region Normandie. Sie gehört zum Arrondissement Caen und zum Kanton Falaise.

## Geografie
Maizières liegt rund 14 Kilometer nordnordöstlich von Falaise und 25 Kilometer südöstlich von Caen. Umgeben wird die Gemeinde von Le Bû-sur-Rouvres im Norden, Condé-sur-Ifs im Nordosten, Ernes im Osten, Sassy im Südosten und Süden, Rouvres im Südwesten und Westen sowie Soignolles im Nordwesten.

## Bevölkerungsentwicklung
| Jahr                             | 1793 | 1836 | 1876 | 1926 | 1946 | 1968 | 1990 | 2016 |
| Einwohner                        | 572  | 636  | 456  | 292  | 293  | 298  | 437  | 452  |
| Quelle: Cassini, EHESS und INSEE |      |      |      |      |      |      |      |      |

## Sehenswürdigkeiten
- Kirche Saint-Pierre, seit 1862 Monument historique[2]